# Egészségturizmus
Az egészségturizmus vagy gyógyturizmus köznapi kifejezés, amely az idegenforgalomnak azt a speciális formáját jelöli, amely során orvosi kezelés illetve műtét elvégzése céljából egy másik országba utazik a vendég, ugyanakkor a célországban annyi időt tölt, mintha vakációzna. Az ilyen típusú idegenforgalom legfontosabb indítéka az anyagi megtakarítás. A gyógyturizmus mind az Egyesült Államokban, mind Európában egyre nagyobb divattá válik. Mindenekelőtt a betegbiztosítással nem rendelkező amerikai állampolgárok utaznak külföldre fontos műtétek elvégeztetésére. Az elsődleges célországok Olaszország, Thaiföld, Szingapúr és Malajzia.

„A gyógyturizmus az állandó lakóhelyen kívüli gyógyhelyekre történő utazást, az ott történő ideiglenes tartózkodást és a gyógyszolgáltatások, valamint egyéb kiegészítő turisztikai szolgáltatások igénybe vételét foglalja magába. A konkrét betegség gyógyítása, kezelése, vagy utókezelése céljából különféle, tipikusan természeti gyógytényezőre (gyógyvíz, gyógybarlang, gyógyiszap, mikroklíma) épülő gyógymódok igénybevételéhez kapcsolódik, melyek elsősorban gyógyfürdőkben, egészségügyi, illetve gyógyintézetekben, érhetők el. A gyógyturizmus tehát „az egészségi állapot konkrét javítása (gyógyulás, panaszok csökkentése, állapot stabilizálása, elveszett képességek visszaszerzése/pótlása) céljából igénybevett, egészségügyi ellátásokra – ideértve a gyógyászati ellátásokat is – alapozódó egészségturizmus (Kincses és mtsai 2009)”

## Külföldön
Indiában jelenleg évente 150 000 beteget látnak el, akik az USA-ból, Európából, és az Öböl-menti országokból érkeznek. A vendégek száma évi 15 százalékos növekvő tendenciát mutat. Németország elsősorban az arab páciensek gyógyturizmusának célországa. Hivatalos adatok szerint 2005-ben csak Dubai-ból 350 gyógyulni vágyó, és 864 őket kísérő személy érkezett Németországba. Az Egyesült Arab Emírségekből évente 2500-an utaznak németországi kezelésre. 2007-ben 750 000 amerikai utazott külföldre gyógykezelés céljából, becslések szerint ez a szám 2010-re hatmillióra emelkedhet.
Az Amerikai Egyesült Államokban és Európában is léteznek már idegenforgalmi vállalkozások, amelyek az egészségturizmusra specializálódtak.

## Költségei
A gyógyulást kereső utasok számára az ár hatalmas vonzerővel rendelkezik. 2007-ben például egy bypass-operáció kétszerannyiba került az EU-ban, mint Thaiföldön (beleértve a szállás és utazás költségeit).
A célországok ezt a speciális idegenforgalmat valutában nyerhető haszon reményében hirdetik meg. Néhány országban ettől eltekintve is magas a valutabevétel aránya a GDP-ben. A célországok ugyanakkor magas színvonalú egészségügyi ellátórendszerüket is hirdethetik, ami a „normál” turisták számára is fontos tényező.

## Veszélyei
Gyakori, hogy a célországok szakklinikái nagyon magas színvonalúak, azonban csupán egyfajta beavatkozást végeznek - bár azt rendkívül nagy számban. Azonban megeshet, hogy komplikáció esetén az átlagosnak megfelelő ellátást sem képesek nyújtani.

## Kritikák
A gyógyturizmus gyakorlatát több oldalról kritizálják. „A gyógyturizmus miatt olyan országokban, mint India egész sor kockázat és mellékhatás halmozódhat. Ide tartozik a kórházi hulladék nem megfelelő, környezetszennyező elhelyezése vagy a törvénytelen szervkereskedelem. Miközben az indiai lakosság egészségügyi ellátása bőven hagy kivetnivalót maga után, a gazdagok előtt nyitva álló magánklinikákat a kelleténél több pénzzel támogatja az állam.“

## Fordítás
- Ez a szócikk részben vagy egészben  a    Medizintourismus című német Wikipédia-szócikk ezen változatának fordításán alapul.  Az eredeti cikk szerkesztőit annak laptörténete sorolja fel. Ez a jelzés csupán a megfogalmazás eredetét és a szerzői jogokat jelzi, nem szolgál a cikkben szereplő információk forrásmegjelöléseként.